# Kirkby Bellars
Kirby Bellars è un villaggio e parrocchia civile dell'Inghilterra, appartenente alla contea del Leicestershire.